# Chryseuscelus sexmaculatus
Chryseuscelus sexmaculatus es una especie de coleóptero de la familia Attelabidae.

## Distribución geográfica
Habita en Cuba, Puerto Rico y las Islas Vírgenes.